# Baccalaureus isauricola
Baccalaureus isauricola is een kreeftachtigensoort uit de familie van de Lauridae. De wetenschappelijke naam van de soort is voor het eerst geldig gepubliceerd in 1991 door Grygier.